# Dervish Hima
Dervish Hima, właśc. Ibrahim Mehmet Naxhi Spahiu (ur. 1872 w Ochrydzie, zm. 13 kwietnia 1928 w Tiranie) – albański publicysta i działacz niepodległościowy.

## Życiorys
Urodził się jako Ibrahim Mehmet Naxhi Spahiu w rodzinie albańskich posiadaczy ziemskich, wyznania muzułmańskiego. Uczył się w szkołach w Monastirze i w Salonikach. Przez dwa lata studiował medycynę w Stambule, ale studiów nie ukończył. W czasie studiów zafascynował się ruchem młodotureckim i włączył się w działalność albańskiego ruchu narodowego.
Jako przeciwnik rządów osmańskich na ziemiach albańskich wydawał radykalne manifesty, wzywające do ogólnonarodowego powstania przeciwko Porcie Osmańskiej. Kiedy powrócił z podróży po Europie Zachodniej do Szkodry został aresztowany przez władze osmańskie i trafił do więzienia. Po opuszczeniu więzienia wyjechał do Bukaresztu, gdzie działała diaspora albańska. W Bukareszcie kształcił się w Szkole Pedagogicznej, a także wydawał czasopismo Pavarësia e Shqipërisë (Niepodległość Albanii), ukazujące się po albańsku, francusku i rumuńsku. W 1899, rozczarowany spadkiem aktywności diaspory zdecydował się przenieść do Włoch. Wyjechał do Rzymu, gdzie wspólnie z Mehmedem Bejem Frasherim wydawał czasopismo Zën’i Shqipënisë (Głos Albanii). W 1902 wziął udział w kongresie ruchu młodotureckiego, odbywającym się w Paryżu, występując w obronie wolności wypowiedzi mniejszości narodowych zamieszkujących Imperium Osmańskie. W 1903 przeniósł się do Genewy, gdzie był wydawcą francuskojęzycznego pisma L’Albanie.
Po powrocie do Szkodry w 1908 wygłosił publicznie przemówienie, w którym skrytykował politykę młodoturecką, za co został aresztowany. W 1909 Hima pojawił się w Stambule, gdzie wraz z Hilem Mosim wydawał dwujęzyczny tygodnik Shqipëtari-Arnavud (Albańczyk), ale rok później wydawania pisma zabroniły władze osmańskie. W wydanej w 1911 w języku tureckim książce Musaver Arnavud, zawarł istotne informacje dotyczące sytuacji ludności albańskiej w Imperium Osmańskim.
W 1911 dowodził jednym z oddziałów powstańczych działających w południowej Albanii.

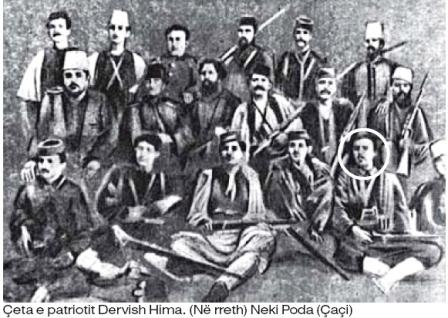
Oddział Dervisha Himy w 1913

Po wybuchu I wojny bałkańskiej Hima przedostał się do Triestu, a stamtąd statkiem do Durrës. W 1912 znalazł się w gronie sygnatariuszy Albańskiej Deklaracji Niepodległości (choć jego podpisu nie ma pod oryginalnym tekstem dokumentu). W 1913 wziął udział w powstaniu ochrydzko-debarskim, które wybuchło w zachodniej Macedonii (alb. Kryengritje së Ohrit dhe Dibrës). W czasie I wojny światowej często przebywał w Wiedniu, popierając politykę państw centralnych. W 1917 władze austro-węgierskie mianowały go inspektorem szkolnym w okręgu Tirana. W 1920 stanął na czele albańskiej agencji prasowej.
Imię Dervisha Himy noszą ulice w Skopju, Tiranie, Durrësie, Wlorze, Burrelu i w Prizrenie, w Strudze znajduje się jego popiersie.